# László Orosz
László Orosz, detto Benő (Miskolc, 4 marzo 1971 – Sopron, maggio 2011), è stato un cestista ungherese.

## Carriera
Con l'Ungheria ha disputato i Campionati europei del 1999.

## Palmarès
- Campionato ungherese: 4

Honved: 1992-93, 1993-94, 1994-95, 1996-97
- Coppa d'Ungheria: 1

Szolnok: 2002